# 프라차티뽁
프라차티뽁(태국어: ประชาธิปก, 1893년 11월 8일~1941년 5월 30일)는 태국 짜끄리 왕조의 일곱 번째 왕이다. 라마 7세로 정식 명칭은 프라밧솜뎃 프라뽀라민타라마하 프라차티뽁 프라뽁깔라오 차오유후아(태국어: พระบาทสมเด็จพระปรมินทรมหาประชาธิปกฯ พระปกเกล้าเจ้าอยู่หัว, Phra Bat Somdet Phra Poramintharamaha Prajadhipok Phra Pok Klao Chao Yu Hua)이며, 줄여서 ‘프라차티뽁’ 왕이라고 부른다. 최후의 절대 군주였으며, 최초의 입헌군주제의 군주이기도 하였다. 그의 통치기는 1932년의 쿠데타를 경험하는 등 정치적으로 혼란스러운 시기였다. 또한 그는 외국에 망명한 태국의 유일한 군주이기도 하였다.

## 생애
1893년 11월 8일 방콕에서 출라롱꼰 왕과 사오밥브하 봉스리 왕비의 아들로 태어났다. 프라차티뽁 왕자는 9형제 중 막내 아들이었다. 출라롱꼰 왕은 많은 후궁을 두었다. 왕에게는 전체 77명의 아이들이 있었고 그는 76번째 아이였다. 왕자는 33번째 아들이자, 출라롱꼰 왕의 아들 중 가장 어린 왕자였다.
왕좌를 계승하는 대신, 프라차티뽁 왕자는 군대 경력을 택했고, 그는 다른 왕자들처럼 외국에 유학을 가게 되었다. 1906년 그는 이튼 칼리지에 입학을 했으며, 1913년 앨더속 기지에 있는 영국군 왕실 기마 포병대의 장교 임관을 받고 울위치 군사 학교를 졸업했다. 1910년 그의 부왕이 죽자, 라마 6세가 되는 장자 바지라부디 황태자(사오밥하 왕의 소생)를 계승하였다. 프라차티뽁 왕자는 그 당시 영국과 시암 왕실 군대에 동시에 임관된 상태였다. 제1차 세계 대전이 발발하자, 시암은 중립을 선언하였고, 바지라부드 왕은 그의 동생에게 영국군을 퇴임하고 태국군으로 복귀를 명령했다.
귀향을 한 왕자는 바로 시암 군의 고위 장교가 되었고, 1917년 시암 남자의 의무인 승려로서의 생활을 잠시 하기도 하였다.
1918년 프라차티뽁 왕자는 그의 어릴 적 친구였던 조카이자 몽꿋 왕의 자손인 맘 차오 람비하이 바르니와 결혼하였다. 결혼식은 왕의 축복 아래 방빠인 왕궁에서 거행되었다.
전쟁이 끝나고, 프랑스로 유학을 떠났으며, 다시 시암으로 돌아와 시암의 군대에서 복무를 했고, 그런 다음 끄롬 루앙 수코타이라는 계급을 제수 받았다. 그는 수코타이 궁에서 조용하고, 평범한 삶을 살았다. 이 두 부부는 아들이 없었다. 그의 형이 1925년 죽자, 프라차티뽁 왕자는 태국의 32번째 절대 군주가 되었다.

### 연호
왕으로써 프라차티뽁은 프라밧 솜뎃 프라 뽁끌라오 차오 유후아(태국어: พระบาทสมเด็จพระปกเกล้าเจ้าอยู่หัว, Phrabat Somdet Phra Pokklao Chao Yuhua)라는 연호를 사용하였고, 공식 문서에는 조금 더 길게 표현되었다.
오늘날 태국의 국민들은 그를 랏차칸 티 쳇 왕(일곱 번째 군주라는 의미)라고 부르고, 통상적으로 라마 7세라고 부른다.

## 최후의 군주
준비된 왕은 아니었지만, 프라차티뽁 왕자는 영리하고, 사교성이 좋았으며, 겸손하고 배우고자 하는 열정이 강하였다. 그러나 태국의 여러 심각한 문제를 같이 떠안게 되었다.

## 쿠데타
몇몇 군인들과 공무원들이 이 왕국에 입헌군주제를 도입하려는 계획을 세웠다. 그들의 노력은 1932년 6월 24일 아침 무혈 혁명으로 최고조에 다달았다. 그들은 스스로를 인민당(Khana Ratsadon - คณะราษฎร)으로 칭했다. 그들은 방콕에 있는 아난다 사마콤 어전을 장악하고, 핵심 관료들을 체포하였다. 당시 왕은 후아힌의 끌라이깡원 궁에 있는 상태였다. 인민당은 쁘라자드히뽁 왕에게 입헌군주제를 요구했고, 왕은 그 제안을 1932년 12월 10일 수용을 했다.

## 최초의 입헌군주
왕과 인민당과의 관계는 곧 극도로 악화되었다. 특히 카나 랏사돈의 당수 프라야 파홀 폰파유하세나에 의해 수상인 프라야 마노뽀콘 티띠따다를 축출했을 때 갈등의 극을 달렸다.
1933년 10월, 한때 인기있는 국방부 대신이었던 급진파의 보와라데즈 왕자가 예산 삭감에 항의하여 사임을 하고, 반란군을 이끌고 정부에 반란을 일으켰다. 보와라뎃 반란군은 지방의 성을 일부 점령하고 방콕으로 진군하였다. 그들은 정부가 왕실을 우습게 보고 있으며, 공산주의를 확산시키려 한다고 비난하였다. 이에 태국 왕실 해군은 중립을 선언하고 남쪽의 기지에서 움직이지 않았다. 돈무앙 근처에서 격렬한 교전 끝에 보급이 취약한 보와라데즈 왕자군은 패배를 하였고, 왕자는 프랑스령 인도차이나로 망명을 하였다.
쁘라자드히뽁 왕이 왕자를 지지한 어떤 증거도 없었지만, 그 폭동은 왕의 존엄을 손상시켰다. 반란이 시작되자 왕은 정부군에게 즉시 유감을 표시하였다. 1935년 아난타 마히돈에게 왕위를 물려주고 퇴위했다. 그는 람파이파니 왕비와 함께 잉글랜드에서 여생을 보냈다.

## 유산
최근의 짜끄리 왕조의 모든 군주 중, 특히 출라롱꼰, 부미볼, 쁘라자드히뽁은 수정 사회주의와 함께 출현하였다. 그는 근면했고, 요구를 충족하는 효율적인 관료였지만, 그의 결정적인 실책은 방콕 엘리트 사회의 변화에 대한 욕구를 과소평가한 점이었다.

## 가족 관계

### 조부모와 부모
- 조부 : 시암 라마 4세국왕
- 조모 : 텝시린트라왕후
- 부친 : 시암 라마 5세국왕
- 모친 : 사우와파펑스리왕후

### 남동생
1. 시암 라마 6세국왕
2. 뜨리픗룻탐롱왕자
3. 작끄라퐁푸와낫왕세제
4. 시리랏차까꿋타판왕자
5. 앗사당데차웃왕세제
6. 펫차분공 주타툿타라디록왕자

### 여동생
1. 텝나리랏공여 파후랏마니마이공주
2. ?공주

### 왕후
1. 람파이판니왕후 – 라마 7세 사촌

### 입양왕자
- 지라삭수쁘라팟군 (1917년 ~ 1942년) – 라마 7새 당질